# Pseudarmadillo bidentatus
Pseudarmadillo bidentatus is een pissebed uit de familie Delatorreidae. De wetenschappelijke naam van de soort is voor het eerst geldig gepubliceerd in 1999 door Juarrero & de Armas.